# Nambikwara-Sprachen
Die Nambikwara-Sprachen (auch: Nambikuara, Nambiquara; engl. Nambiquaran) gehören zu den indigenen Sprachen Südamerikas. Sie werden von den im Amazonasgebiet Brasiliens in den Bundesstaaten Rondônia und Mato Grosso lebenden Nambikwara gesprochen.
Die Sprachfamilie besteht aus nur drei Sprachen mit sehr wenigen Sprechern (in eckigen Klammern ist jeweils der ISO 639-3-Code angegeben):
- Nord-Nambikwara [mbg] (auch Mamaindê; ca. 136 Sprecher)
- Süd-Nambikwara [nab] (ca. 1.150 Sprecher)
- Sabanê [sae] (ca. 60 Sprecher)

## Sprachliche Charakteristik
Im Lautsystem fallen Nasalvokale, laryngalisierte Vokale und aspirierte Konsonanten auf. Die Nambikwara-Sprachen sind außerdem Tonsprachen mit 3–4 Konturtönen:
- fallend
- steigend
- eben
- tief (nur im Nord-Nambikwara)

Es existiert ein System von Nominalklassifikatoren.
Die Grundwortstellung ist Subjekt-Objekt-Verb (SOV).